# Michael Goldberg (Maler)
 Michael Goldberg  (* 24. Dezember 1924 in New York City, New York; † 30. Dezember 2007 ebenda) war ein US-amerikanischer Maler und Grafiker. Er gehört zu den bedeutenden Vertretern der Zweiten Generation des amerikanischen Abstrakten Expressionismus.

## Leben
Michael Goldberg studierte von 1938 bis 1942 und, nach Unterbrechung durch den Zweiten Weltkrieg, von 1946 bis 1951 an der Art Students League of New York, unter anderem bei Hans Hofmann und Jose de Creeft. Neben diesen Lehrern wurde seine künstlerische Entwicklung auch von Robert Matta und Arshile Gorky beeinflusst. Die entscheidende Prägung sollte seine Kunst aber von Willem de Kooning und dessen expressiver Farbgestaltung erhalten. Goldbergs Kunst bekam ab den 1950er Jahren internationale Aufmerksamkeit. Er war im Jahr 1959 Teilnehmer der documenta 2 in Kassel.
Er war verheiratet mit der Plastikerin Lynn Umlauf.

## Werke in Sammlungen und Museen
- Buffalo AKG Art Museum, Buffalo, New York
- Baltimore Museum of Art
- Chrysler Museum of Art, Norfolk, Virginia
- De Cordova and Dana Museum, Lincoln, Massachusetts
- Walker Art Center, Minneapolis, Minnesota